# 謝特·卡姆斯
謝特·卡姆斯（1985年5月25日—）是一位愛沙尼亞足球運動員。在場上的位置是右中場。他也代表愛沙尼亞國家足球隊參加比賽。